# Francesco Fontana (cardinal)
Pour les articles homonymes, voir Francesco Fontana (homonymie) et Fontana.
Francesco Luigi Fontana (né le 28 août 1750 à Casalmaggiore, dans l'actuelle province de Crémone, en Lombardie, alors dans le duché de Milan, et mort le 19 mars 1822 à Rome) est un cardinal italien du XIXe siècle.

## Biographie
Francesco Fontana exerce plusieurs fonctions au sein de la Curie romaine, notamment au sein de la Congrégation des rites et de la Congrégation pour les corrections des livres de l'Église orientale.
De 1811 à 1814, il est emprisonné par les Français à Vincennes.
Le pape Pie VII le crée cardinal lors du consistoire du 8 mars 1816.
Le cardinal Fontana est préfet de la Congrégation de l'Index, préfet de la Congrégation pour la Propaganda Fide, préfet de la Congrégation pour la correction des livres de l'Église orientale et préfet d'études de l'université pontificale grégorienne.
Il est membre de l'ordre des Barnabites.

### Sources
- Fiche du cardinal Francesco Fontana sur le site fiu.edu